# Sankt Peterburg
Sankt Peterburg (rusko Санкт-Петербург, latinizirano: Sankt-Peterbúrg, ), v preteklosti znan kot Petrograd (1914–1924) in Leningrad (1924–1991), je mesto ob reki Nevi, na obali Finskega zaliva v Baltskem morju. Je drugo največje rusko mesto za Moskvo in ima v upravni delitvi Rusije status federalnega mesta. Z več kot 5,3 milijona prebivalcev od leta 2018 je četrto najbolj naseljeno mesto v Evropi in tudi najsevernejši megalopolis. Kot pomembno rusko pristanišče na Baltskem morju ima status avtonomnega mesta v Severozahodnem federalnem okrožju.
Mesto je 27. maja (po julijanskem koledarju 16. maja) 1703 ustanovil car Peter Veliki na mestu zajete švedske trdnjave. Med letoma 1713 in 1918 je bilo prestolnica Ruskega carstva in kasnejšega Ruskega imperija (za kratko obdobje med 1728 in 1730 ga je zamenjala Moskva). Po oktobrski revoluciji so boljševiki svojo vlado preselili v Moskvo.
V današnjem času Sankt Peterburg velja za severno prestolnico in služi kot sedež nekaterih federalnih vladnih organov, kot sta ustavno sodišče Rusije in Heraldični svet predsednika Ruske federacije. Je tudi sedež Narodne knjižnice Rusije in načrtovana lokacija za vrhovno sodišče Ruske federacije. Zgodovinsko središče Sankt Peterburga in pripadajoče skupine spomenikov predstavljajo Unescovo svetovno dediščino, zato se imenuje tudi kulturna prestolnica Rusije. V Sankt Peterburgu je Ermitaž, eden največjih umetniških muzejev na svetu, in center Lahta, najvišji nebotičnik v Evropi. V Sankt Peterburgu so tudi številni tuji konzulati, mednarodne korporacije, banke in predstavništva podjetij.

## Toponimika
Zagovornik zahodnjaške Rusije, Peter Veliki, ki je mesto ustanovil, ga je prvotno poimenoval Sankt-Pieter-Burh (Санкт-Питер-Бурхъ) na nizozemski način, pozneje pa je bilo črkovanje po nemškem vplivu standardizirano kot Sankt-Peterburg (Санкт-Петербургъ). Carjeva vlada ga je 1. septembra 1914 po izbruhu prve svetovne vojne preimenovala v Petrograd (Петроград), da bi odpravili nemški besedi Sankt in Burg. 26. januarja 1924, kmalu po smrti Vladimirja Lenina, so ga preimenovali v Leningrad (Ленинград). Po referendumu so lokalne oblasti 6. septembra 1991 mesto ponovno poimenovale Sankt Peterburg. Lokalni prebivalci ime mesta pogosto ljubkovalno skrajšujejo kot Piter (Питер, izgovorjava [ˈpʲitʲɪr]).
Tradicionalna vzdevka mesta med Rusi sta okno na zahod in okno v Evropo. Zaradi številnih vodnih poti Sankt Peterburg pogosto imenujejo severne Benetke ali ruske Benetke, saj je mesto zgrajeno na močvirju in vodi. Poleg tega ima Sankt Peterburg močno zahodnoevropsko arhitekturo in kulturo, ki sta združeni z rusko dediščino mesta. Drug vzdevek Sankt Peterburga je Mesto belih noči. Mesto leži v bližini polarnega območja, zato poleti noči en mesec niso popolnoma temne.

## Nastanek in razvoj mesta

### Imperialno obdobje (1703–1917)
Švedski kolonisti so leta 1611 zgradili Nienšanc (rusko Ниенша́нц; švedsko Nyenskans; finsko Nevanlinna), trdnjavo na ustju Neve, na takrat imenovanem Ingermanlandu, ki ga je naseljevalo finsko pleme Ingrijcev. Okrog nje je nastalo majhno mesto Nien.
Konec 17. stoletja je Peter Veliki, ki se je zanimal za pomorstvo in pomorske zadeve, želel, da bi Rusija pridobila morsko pristanišče za trgovino z ostalo Evropo. Potreboval je boljše morsko pristanišče od dotlej glavnega Arhangelska, ki je bilo na Belem morju na skrajnem severu in je bilo pozimi zaprto za ladijski promet.
12. maja [po julijanskem koledarju 1. maja] 1703 je med veliko severno vojno Peter Veliki zajel Nienšanc in kmalu zamenjal trdnjavo. 27. maja [oz. 16. maja] 1703 je 5 km v notranjost zaliva oziroma estuarja, na Zajčjem otoku, postavil Petropavlovsko trdnjavo, ki je postala prva opečna in kamnita stavba novega mesta.
Mesto so zgradili tlačani, kmetje iz cele Rusije; v nekaj letih je bilo pod nadzorom Aleksandra Menšikova vključenih tudi nekaj švedskih vojnih ujetnikov. Pri gradnji mesta je umrlo več deset tisoč kmetov. Kasneje je mesto postalo središče Sanktpeterburške gubernije. Peter Veliki je prestolnico iz Moskve v Sankt Peterburg preselil leta 1712, 9 let preden je Nistadska pogodba končala vojno. Kot sedež vlade je Sankt Peterburg navajal že leta 1704.
Mesto se je prvih nekaj let razvijalo okoli Trga sv. trojice na desnem bregu Neve, v bližini Petropavlovske trdnjave. Vendar se je Sankt Peterburg kmalu začel graditi po načrtu. Švicarski arhitekt Domenico Trezzini je do leta 1716 izdelal projekt, po katerem naj bi bilo središče mesta na Vasiljevskem otoku in ga oblikoval v pravokotno mrežo kanalov. Projekt ni bil dokončan, vendar je razviden v tlorisu ulic. Leta 1716 je Peter Veliki za glavnega arhitekta Sankt Peterburga imenoval Francoza Jean-Baptista Alexandra Le Blonda.
Slog petrovskega baroka, ki so ga razvili Trezzini in drugi arhitekti in ga nazorno predstavljajo stavbe, kot npr. Menšikova palača, Kunstkamera, cerkev sv. Petra in Pavla, Dvanajst kolegijev, je imel pomembno vlogo v mestni arhitekturi zgodnjega 18. stoletja. Leta 1724 je Peter Veliki v Sankt Peterburgu ustanovil Akademijo znanosti, univerzo in akademsko gimnazijo.
Po smrti Petra Velikega leta 1725 je rusko plemstvo nasprotovalo njegovim prizadevanjem za modernizacijo Rusije po evropskem zgledu. Leta 1728 je Peter II. Ruski preselil svoj sedež nazaj v Moskvo.  Štiri leta kasneje je Ana Ruska prestolnico vrnila v Sankt Peterburg. Do revolucije leta 1917 je mesto ostalo sedež rodbine Romanovih in dvora ruskih carjev, pa tudi sedež ruske vlade.
V letih 1736–1737 je mesto prizadel katastrofalen požar. Za obnovo poškodovanih okrožij je leta 1737 odbor pod Burkhardom Christophom von Münnichom naročil nov načrt. Mesto je bilo razdeljeno na pet okrožij, središče pa je bilo preseljeno v okrožje Admiralti, na vzhodnem bregu med Nevo in Fontanko.
Razvilo se je vzdolž treh radialnih ulic, ki se srečujejo pri stavbi Admiraltete in so zdaj ena ulica, znana kot Nevski prospekt (ki velja za glavno ulico mesta), Gorohovaja ulica in Voznesenski prospekt. Baročna arhitektura je v mestu postala prevladujoča v prvih šestdesetih letih, vrhunec pa je bil v elizabetinskem baroku, ki ga najbolj predstavlja Italijan Bartolomeo Rastrelli s takimi stavbami, kot je Zimski dvorec. V 1760-ih je baročna arhitektura nasledila neoklasicistično arhitekturo.
Ustanovljena leta 1762 je Komisija za kamnite stavbe v Moskvi in Sankt Peterburgu razsodila, da nobena stavba v mestu ne more biti višja od Zimskega dvorca in prepoveduje razmike med stavbami. V času vladavine Katarine Velike v letih 1760–1780 so na bregovih Neve zgradili granitne nasipe.
Toda šele leta 1850 je bilo dovoljeno odpreti prvi stalni most čez Nevo, Oznanjenski most (rusko Благовещенский мост - Blagoveščenski most). Pred tem so dovolili le pontonski mostovi. Obvodni kanal (izkopan v letih 1769–1833) je postal južna meja mesta.
Najpomembnejši arhitekti neoklasicističnega in empir sloga v Sankt Peterburgu so bili:
- Jean-Baptiste Vallin de la Mothe (Carska akademija umetnosti, Mali Ermitaž, Gostini dvor, Novi holandski slavolok, cerkev sv. Katarine)
- Antonio Rinaldi (Marmorna palača)
- Jurij Felten (Stari Ermitaž, Česmenska cerkev)
- Giacomo Quarenghi (Akademija znanosti, gledališče Ermitaž, Jusupova palača)
- Andrej Voronihin (Rudarski inštitut,  Kazanska cerkev)
- Andrejan Zaharov (stavba Admiralitete)
- Jean-François Thomas de Thomon (Stara borza na otoku Vasilievski)
- Carlo Rossi (Jelaginova palača, Mihajlovska palača, Aleksandrinsko gledališče, Stavbi senata in sinode, Stavba generalnega štaba, oblikovanje številnih ulic in trgov)
- Vasilij Stasov (Moskovska slavoločna vrata,  cerkev sv. Trojice)
- Auguste de Montferrand (cerkev svetega Izaka, Aleksandrov steber

Leta 1810 je Aleksander I. Ruski ustanovil prvo inženirsko visokošolsko ustanovo, glavno vojaško inženirsko šolo v Sankt Peterburgu. Številni spomeniki spominjajo na rusko zmago nad Napoleonom v domovinski vojni leta 1812, vključno z Montferrandovim Aleksandrovim stebrom, postavljenim leta 1834 in slavoločnimi vrati v Narvi.
Leta 1825 se je na Senatnem trgu v mestu zgodil zatrt dekabristični upor proti Nikolaju I., dan po tem, ko je Nikolaj prevzel prestol.
Neoklasicistična arhitektura je do 1840-ih popustila različnim romantičnim slogom, ki so prevladovali do 1890-ih in so jih predstavljali arhitekti kot sta Andrei Stackenschneider (Mariinska palača, Beloselski-Belozerski palača, Nikolajeva palača, Nova Mihaelova palača) in Konstantin Thon (Moskovska železniška postaja).
S kmečko reformo, ki jo je leta 1861 izvedel Aleksander II, in industrijsko revolucijo, se je priliv nekdanjih kmetov v prestolnico močno povečal. Na obrobju mesta so se spontano pojavile slabe četrti. Sankt Peterburg je presegel Moskvo v rasti prebivalstva in industrije; razvil se je kot eno največjih industrijskih mest v Evropi, z veliko pomorsko bazo (v Kronstadtu), rečnim in morskim pristaniščem.
Imeni svetih Petra in Pavla, ki sta ju prejeli prva mestna citadela in njena cerkev (od leta 1725 - grobišče ruskih carjev), sta bili po naključju imeni prvih dveh umorjenih ruskih carjev, Petra III. (1762, ki naj bi bil ubit v zaroti pod vodstvom žene Katarine Velike) in Pavla I. (1801, Nikola Zubov in drugi zarotniki, ki so na oblast pripeljali Aleksandra I., sina njihove žrtve). Tretji atentat na carja se je zgodil v Sankt Peterburgu leta 1881, ko je Aleksander II. Ruski postal žrtev teroristov.
Po Krvavi nedelji leta 1905 so se nemiri iz Sankt Peterburga hitro razširili po celotnem imperiju in razvili v revolucijo. Ena najpomembnejših posledic je bila ustanovitev prvega ruskega parlamenta — državne dume. 
Do leta 1913 je obseg industrijske proizvodnje v Sankt Peterburgu dosegel 632 milijonov rubljev, 242,6 tisoč ljudi je bilo zaposlenih v 1012 podjetjih. Prestolnica je zagotovila 12% ruske industrijske proizvodnje, vključno s 70% električnih izdelkov, 50% kemičnih izdelkov, 25% strojev in 17% tekstila. V mestu je delovalo 567 bank. Energetsko oskrbo industrije prestolnice je zagotavljalo 294 elektroinštalacij in tri termoelektrarne. Do leta 1914 je v Sankt Peterburgu na 60 visokošolskih ustanovah študiralo približno 40 tisoč študentov.
Po izbruhu prve svetovne vojne, je carska vlada 1. septembra 1914 preimenovala mesto v Petrograd, kar pomeni »Petrovo mesto«, da bi odstranili nemški besedi Sankt in Burg.

### Revolucija in sovjetsko obdobje (1917–1941)
Marca 1917 je med februarsko revolucijo abdiciral Nikolaj II., s čimer je končal rusko monarhijo in več kot tristo let dinastične vladavine Romanovih.
7. novembra (po julijanskem koledarju 25. oktober) 1917 so boljševiki pod vodstvom Lenina vdrli v Zimski dvorec. To je sprožilo oktobrsko revolucijo, ki je pripeljala do konca post-carske začasne vlade, prenosa celotne politične oblasti na Sovjete in vzpon komunistične partije.  Po tem je mesto dobilo novo opisno ime mesto treh revolucij, ki se nanaša na tri pomembne dogodke v politični zgodovini Rusije v začetku 20. stoletja.
Septembra in oktobra 1917 so nemške čete napadle zahodnoestonski arhipelag in Petrogradu grozile z bombardiranjem in invazijo. 12. marca 1918 so sovjeti prenesli vlado v Moskvo, da jo držijo stran od državne meje. Med sledečo državljansko vojno je leta 1919 general Judenič, ki je napredoval iz Estonije, ponovil poskus zavzema mesta, vendar je Lev Trocki mobiliziral vojsko in ga prisilil k umiku.
26. januarja 1924, pet dni po Leninovi smrti, so Petrograd preimenovali v Leningrad. Temu so kasneje sledila preimenovanja nekaterih ulic in drugih toponimov, vezanih na ime mesta. Še danes ima mesto več kot 230 lokalitet, povezanih z Leninovim življenjem in dejavnostmi. Nekatere od njih so spremenili v muzeje, vključno s križarko Avrora - simbolom oktobrske revolucije in najstarejšo ladjo Ruske mornarice.
V 1920-ih in 1930-ih so revna obrobja preuredili v redno načrtovana naselja. V tem času je cvetela konstruktivistična arhitektura. Stanovanje je postalo javna dobrina; veliko starih meščanskih stanovanj je bilo spremenjenih v t.i. »komunalke«, kjer je bivalo več družin. Do 1930-ih je v takšnih stanovanjih živelo 68 % prebivalstva. Leta 1935 so predstavili nov splošni načrt, po katerem naj bi se mesto razširilo na jug. Konstruktivizem so zavrnili v prid pompoznejši stalinistični arhitekturi. Ko se je mestno središče oddaljilo od meje s Finsko, je Stalin sprejel načrt za izgradnjo nove mestne hiše z ogromnim trgom na južnem koncu Moskovskega prospekta, ki so ga označili kot novo glavno ulico Leningrada. Po zimski (sovjetsko-finski) vojni 1939–1940 se je sovjetsko-finska meja premaknila proti severu. Nevski prospekt z Dvornim trgom je ohranil funkcije in vlogo mestnega središča.
Decembra 1931 so Leningrad upravno ločili od Leningrajske oblasti. Takrat je vključeval Leningrajsko predmestno okrožje, nekateri deli so ga leta 1936 prenesli nazaj v Leningrajsko oblast in se spremenili v okrožje Vsevoložski, Krasnoselski, Pargolovsko okrožje in Slucki (leta 1944 preimenovano v Pavlovsko okrožje).
1. decembra 1934 so v mestu umorili Sergeja Kirova, priljubljenega komunističnega vodjo Leningrada, kar je bil povod za Veliko čistko med katero je bilo usmrčenih približno 40.000 ljudi.

### Druga svetovna vojna  (1941–1945)
Med drugo svetovno vojno so nemške sile junija po napadu osi na Sovjetsko zvezo oblegale Leningrad. Obleganje je trajalo 872 dni ali skoraj dve leti in pol, od 8. septembra 1941 do 27. januarja 1944.
Obleganje Leningrada se je izkazalo za eno najdaljših, najbolj uničujočih in najbolj smrtonosnih obleganj večjega mesta v moderni zgodovini. Mesto je izoliralo od preskrbe s hrano, razen tiste, ki je bila zagotovljena prek Ceste življenja čez Ladoško jezero, ko je jezero poledenelo. Predvsem zaradi izstradanja je med obleganjem umrlo več kot milijon civilistov. Številni drugi so pobegnili ali bili evakuirani, zato se je mesto skoraj izpraznilo.
Stalin je 1. maja 1945 Leningradu z ukazom vrhovnega poveljnika št. 20 skupaj s Stalingradom, Sevastopolom in Odeso podelil naziv mesta heroja vojne. Zakon o priznanju častnega naslova Mesto heroj je bil sprejet 8. maja 1965 ob 20. obletnici zmage v Veliki domovinski vojni v času Brežnjeva. Prezidij Vrhovnega sovjeta ZSSR je podelil Leningradu kot mestu heroj Red Lenina in medaljo zlate zvezde »za herojski odpor mesta in trdoživost preživelih obleganja«. Obelisk mesto heroj z znakom zlate zvezde so namestili aprila 1985.

### Povojno obdobje (1945–1991)
Oktobra 1946 so nekatera ozemlja ob severni obali Finskega zaliva, ki so leta 1940 po mirovni pogodbi po zimski vojni prešla iz Finske na ZSSR, premestili iz Leningrajske oblasti v Leningrad in razdeljena na okrožja Sestrorecki in Kurortni. Med njima je bilo mesto Terijoki (leta 1948 preimenovano v Zelenogorsk). Leningrad in številna njegova predmestja so v povojnih desetletjih obnovili, delno po predvojnih načrtih. Generalni načrt za Leningrad iz leta 1948 je vseboval radialni razvoj mesta na severu in na jugu. Leta 1953 je bilo ukinjeno okrožje Pavlovski, deli njegovega ozemlja, vključno s Pavlovskim, pa so se združili z Leningradom. Leta 1954 so se z Leningradom združila še naselja Levašovo, Pargolovo in Pesočno.
Leningrad je dal ime Leningrajski aferi (1949–1952), pomembnem dogodku v povojnem političnem boju v ZSSR. Bila je plod rivalstva med potencialnimi Stalinovimi nasledniki, kjer so eno stran zastopali voditelji mestne organizacije komunistične partije, ki je bila za moskovsko druga najpomembnejša v državi. V tem obdobju je bilo je bilo eliminirano celotno vodstvo Leningrada, vključno z nekdanjim županom Kuznecovim, vršilcem dolžnosti župana Pjotrom Sergejevičem Popkovim in vsemi njihovimi namestniki; na smrtno kazen je bilo obsojenih skupno 23 voditeljev, dodatnih 181 pa na zapor ali izgnanstvo (oproščeno leta 1954). Približno 2000 uradnikov po vsej ZSSR je bilo izključenih iz stranke in Komsomola in odstranjenih z vodstvenih položajev. Obtožili so jih ruskega nacionalizma.
Leta 1955 je v mestu začel delovati sistem podzemne železnice – Leningrajski metro, ki je bil zasnovan že pred vojno. Prvih osem postaj pa je bilo okrašenih z marmorjem in bronom. Po Stalinovi smrti leta 1953 so bili tovrstni okrasni presežki stalinistične arhitekture opuščeni.
Od šestdesetih do osemdesetih let 20. stoletja so na obrobju zgradili številne nove stanovanjske soseske; čeprav so bili funkcionalistični stanovanjski bloki skoraj enaki drug drugemu, so se tja iz komunalk v središču mesta preselile številne družine, da bi živele v ločenih stanovanjih.

### Sodobnost (1991–danes)
12. junija 1991 so mestne oblasti sočasno s prvimi ruskimi predsedniškimi volitvami organizirale referendum o imenu mesta in županske volitve. Na referendumu je bilo izbrano staro ime mesta — Sankt Peterburg, župan pa je postal Anatolij Sobčak.
Tranzicija po razpadu Sovjetske zveze je prinesla poslabšanje gospodarskih razmer v mestu. Prvič po štiridesetih letih so uvedli obroke hrane, mesto pa je prejelo humanitarno prehransko pomoč iz tujine. Ta dramatični čas prikazuje fotografska serija ruskega fotografa Alekseja Titarenka. Gospodarske razmere so se začele izboljševati šele na začetku 21. stoletja.
Leta 1995 so zaradi podzemnih poplav zaprli severni odsek proge Kirovsko-Viborgskaja metroja, kar je skoraj deset let oviralo razvoj mesta. 13. junija 1996 je Sankt Peterburg, skupaj z Leningrajsko in Tversko oblastjo, z federalno vlado podpisal sporazum o delitvi moči in ji podelil avtonomijo. Ta sporazum so odpovedali 4. aprila 2002.
Leta 1996 je Vladimir Jakovlev na volitvah za vodjo mestne uprave premagal Anatolija Sobčaka. Naslov mestnega vodje so spremenili iz "župana" v "guvernerja". Leta 2000 je Jakovlev zmagal na ponovnih volitvah. Njegov drugi mandat se je iztekel leta 2004; dolgo pričakovana obnova porušene povezave podzemne železnice naj bi se končala do takrat. Toda leta 2003 je Jakovlev nenadoma odstopil in prepustil funkcijo guvernerke Valentini Matvijenko.
Spremenili so zakon o volitvah mestnega guvernerja, s čimer je razveljavila tradicijo demokratičnih volitev s splošno volilno pravico. Leta 2006 je mestna zakonodaja Matvijenkovo ponovno potrdila za guvernerko. Stanovanjska gradnja se je spet okrepila; cene nepremičnin so se močno napihnile, kar je povzročilo številne nove težave pri ohranjanju zgodovinskega dela mesta.
Čeprav ima osrednji del mesta Unescovo priznanje (v Peterburgu je približno 8000 arhitekturnih spomenikov), je ohranitev njegovega zgodovinskega in arhitekturnega okolja postala sporna. Po letu 2005 je bilo dovoljeno rušenje starejših stavb v zgodovinskem središču. Leta 2006 je Gazprom napovedal ambiciozen projekt postavitve 403 m visokega nebotičnika (Center Ohta) nasproti Smolniju, kar bi lahko povzročilo izgubo edinstvene linije peterburške vedute. Proteste državljanov in pomembnih javnih osebnosti Rusije proti temu projektu mestne oblasti niso obravnavale vse do decembra 2010, ko se je mesto po izjavi tedanjega ruskega predsednika Dmitrija Medvedjeva odločilo, da bo našlo primernejšo lokacijo za ta projekt. Istega leta so novo lokacijo za projekt preselili v Lahto, severozahodno od mestnega središča, novi projekt pa poimenovali Center Lahta. Gradnjo sta odobrila Gazprom in mestna uprava, začela pa se je leta 2012. Z 462 m višine velja za najvišji nebotičnik v Rusiji in Evropi, ter drugo najvišjo zgradbo po Ostankinskem televizijskem stopu v Moskvi.

## Geografija
Površina mesta Sankt Peterburg je 605,8 km². Območje federalne enote je 1439 km², ki vsebuje sam Sankt Peterburg (sestavljen iz osemindvajsetih občinskih okrožij – rusko о́круг), devet občinskih mest (Kolpino, Krasnoje Selo, Kronstadt, Lomonosov, Pavlovsk, Petergof, Puškin, Sestroreck, Zelenogorsk) in enaindvajset občinskih naselij.
Peterburg leži na nižavju tajge ob obali Nevskega zaliva, dela Finskega zaliva in na otokih rečne delte. Največji so otok Vasiljevski (poleg umetnega otoka med Obvodnim kanalom in Fontanko ter Kotlinom v Nevskem zalivu), Petrograjski, Dekabristov in Krestovski. Slednjega skupaj z Jelaginom in otokom Kameni pokrivajo večinoma parki. Karelijska ožina, severno od mesta, je priljubljeno letoviško območje. Na jugu Sankt Peterburg prečka Baltski klif in se sreča z Ižorsko planoto.
Nadmorska višina Sankt Peterburga sega od morske gladine do najvišje točke 175,9 m na griču Orehova v Duderhofskem višavju na jugu. Del mestnega ozemlja zahodno od prospekta Litejni ne presega 4 m n.m.v. in je bil večkrat poplavljen. Poplave lahko povzroči že višje valovanje, ki ga sprožijo različni meteorološki dejavniki (nevihte v Baltskem morju v kombinaciji z vetrovi in plitvostjo Nevskega zaliva). Pet najbolj katastrofalnih poplav se je zgodilo leta 1824 (4,21 m nadmorske višine, med katerimi je bilo uničenih več kot 300 stavb), 1924 (3,8 m), 1777 (3,21 m), 1955 (2,93 m) in 1975 (2,81 m). Za preprečevanje poplav so zgradili Sanktpeterburški jez.
Od 18. stoletja se je mestni teren umetno dvignil, ponekod za več kot 4 m, kar je združilo več otokov in spremenilo hidrologijo mesta. Poleg Neve in njenih pritokov so druge pomembne reke federalnega območja Sankt Peterburga še Sestra, Ohta in Ižora. Največje jezero je Sestrorecki Razliv na severu, sledijo Lahtinski Razliv, Suzdalska jezera in druga manjša jezera.
Zaradi severne lege na ca. 60° severne širine dnevna dolžina v Peterburgu niha med letnimi časi, in sicer od 5 ur 53 minut do 18 ur 50 minut. Obdobje od sredine maja do sredine julija, ko somrak lahko traja vso noč, se imenuje bele noči.
Sankt Peterburg je od meje s Finsko oddaljen približno 165 km in je z njo povezan preko državne ceste M10.

### Podnebje
Po Köppnovi klimatski klasifikaciji je Sankt Peterburg razvrščen kot Dfb, vlažno celinsko podnebje. Izrazit umirjajoč vpliv baltskih morskih ciklonov povzroča topla, vlažna in kratka poletja ter dolge, zmerno hladne mokre zime. Podnebje je podobno podnebju v Helsinkih, čeprav je pozimi hladnejše in topleje poleti zaradi bolj vzhodne lege.
Povprečna najvišja temperatura v juliju je 23 °C, povprečna najnižja temperatura v februarju pa -8,5°C; med poletnim vročinskim valom severne poloble leta 2010 se je pojavila ekstremna temperatura 37,1 °C. Leta 1883 so zabeležili zimski minimum −35,9 °C. Povprečna letna temperatura je 5,8 °C. Reka Neva v mejah mesta zamrzne običajno med novembrom in decembrom, odtali pa se aprila. Od decembra do marca je povprečje 118 dni s snežno odejo, ki do februarja doseže povprečno globino snega 19 cm.  Obdobje brez zmrzali v mestu traja v povprečju približno 135 dni. Kljub severni lokaciji Sankt Peterburga so zime toplejše od moskovskih zaradi vplivov Finskega zaliva ter Zalivskega toka. Mesto ima tudi nekoliko toplejše podnebje kot njegova predmestja. Vremenske razmere so skozi vse leto precej spremenljive.
Povprečne letne količine padavin se v mestu razlikujejo, povprečno 660 mm na leto in največ v poznem poletju. Vlaga v tleh je skoraj vedno visoka zaradi nižje evapotranspiracije zaradi hladnega podnebja. Vlažnost zraka je v povprečju 78 %, v povprečju pa je 165 oblačnih dni na leto.
| Podnebni podatki za Sankt Peterburg | Podnebni podatki za Sankt Peterburg | Podnebni podatki za Sankt Peterburg | Podnebni podatki za Sankt Peterburg | Podnebni podatki za Sankt Peterburg | Podnebni podatki za Sankt Peterburg | Podnebni podatki za Sankt Peterburg | Podnebni podatki za Sankt Peterburg | Podnebni podatki za Sankt Peterburg | Podnebni podatki za Sankt Peterburg | Podnebni podatki za Sankt Peterburg | Podnebni podatki za Sankt Peterburg | Podnebni podatki za Sankt Peterburg | Podnebni podatki za Sankt Peterburg |
| Mesec                               | Jan                                 | Feb                                 | Mar                                 | Apr                                 | Maj                                 | Jun                                 | Jul                                 | Avg                                 | Sep                                 | Okt                                 | Nov                                 | Dec                                 | Letno                               |
| ----------------------------------- | ----------------------------------- | ----------------------------------- | ----------------------------------- | ----------------------------------- | ----------------------------------- | ----------------------------------- | ----------------------------------- | ----------------------------------- | ----------------------------------- | ----------------------------------- | ----------------------------------- | ----------------------------------- | ----------------------------------- |
| Rekordno visoka temperatura °C      | 8.7                                 | 10.2                                | 15.3                                | 25.3                                | 33.0                                | 34.6                                | 35.3                                | 37.1                                | 30.4                                | 20.2                                | 11.4                                | 10.9                                | 37.1                                |
| Povprečna visoka temperatura °C     | −3.2                                | −2.9                                | 2.1                                 | 9.3                                 | 16.1                                | 20.2                                | 23.0                                | 20.9                                | 15.2                                | 8.6                                 | 2.3                                 | −1.0                                | 9.2                                 |
| Povprečna dnevna temperatura °C     | −5.7                                | −5.5                                | −1.0                                | 5.4                                 | 11.6                                | 16.1                                | 19.1                                | 17.3                                | 12.1                                | 6.3                                 | 0.4                                 | −3.2                                | 6.1                                 |
| Povprečna nizka temperatura °C      | −8.1                                | −8.2                                | −4.1                                | 1.5                                 | 7.1                                 | 11.9                                | 15.1                                | 13.6                                | 9.0                                 | 4.0                                 | −1.5                                | −5.4                                | 2.9                                 |
| Rekordno nizka temperatura °C       | −34.7                               | −27.7                               | −21.7                               | −12.5                               | −2.6                                | 0.7                                 | 5.8                                 | 3.8                                 | −1.6                                | −9.7                                | −20.1                               | −26.5                               | −34.7                               |
| Povprečna količina padavin mm       | 45.3                                | 34.1                                | 33.8                                | 33.4                                | 45.7                                | 68.8                                | 81.4                                | 88.9                                | 63.5                                | 65.5                                | 57.8                                | 52.8                                | 671.0                               |
| Vir: Sankt Peterburg                |                                     |                                     |                                     |                                     |                                     |                                     |                                     |                                     |                                     |                                     |                                     |                                     |                                     |

## Demografija
Sankt Peterburg je drugo največje mesto v Rusiji. Po popisu iz leta 2002 ima federalna enota 4.661.219 prebivalcev ali 3,21 % prebivalstva Rusije. Pri popisu so evidentirali tudi 22 etničnih skupin z več kot 1000 pripadniki. Etnična sestava je bila: 84,72 % Rusov, 1,87 % Ukrajincev, 1,17 % Belorusov, 0,78 % Judov, 0,76 % Tatarov, 0,41 % Armencev, 0,36 % Azerbajdžancev, 0,22 % Gruzijcev, 0,13 % Čuvašev, 0,10 % Poljakov, in mnoge druge manjše etnične skupine, 7,89 % prebivalcev se ni želelo opredeliti.
V 20. stoletju je mesto doživelo hitre in znatne spremembe števila prebivalcev. Od 2,4 milijona leta 1916 na manj kot 740.000 leta 1920 po revoluciji 1917 in državljanski vojni. V 1930-ih je vlada Sovjetske zveze skoraj v celoti izgnala iz Leningrada večje manjšine Nemcev, Poljakov, Fincev, Estoncev in Latvijcev. Od leta 1941 do konca leta 1943 se je zaradi vojaških operacij, lakote v času obleganja ter evakuacije prebivalstvo zmanjšalo iz 3 milijonov na manj od 700.000. Po končanem obleganju se je del evakuiranega prebivalstva vrnil, največji pa je bil priliv z migracijo iz drugih delov Sovjetske zveze. Okoli 3 milijone jih je prišlo v 1950-ih in število prebivalcev je v 1980-ih naraslo na preko 5 milijonov. Od 1991 do 2006 je število padlo na aktualnih 4,6 milijona, primestno prebivalstvo pa je poraslo zaradi privatizacije zemlje in masovnega preseljevanja v predmestje.
Prebivalci urbanega področja Sankt Peterburga večinoma živijo v stanovanjih. Z 68 % prebivalcev v skupinskih stanovanjih v 1930-ih, je bil Leningrad sovjetsko mesto z največjim številom komunalk. Skupinska stanovanja tudi danes niso neobičajna. Ker so od 1950-ih do 1980-ih gradili nove četrti na robnih delih mesta, je preko pol milijona družin z nizkimi prihodki dobilo brezplačna stanovanja. Ker so gospodarske in družbene dejavnosti skoncentrirane v zgodovinskem središču, večina ljudi živi v metropolitanskem območju.

## Uprava
Sankt Peterburg je rusko avtonomno mesto (drugo je Moskva). Politično življenje mesta je urejeno z mestnim statutom, ki ga je mestna skupščina sprejela leta 1998. Vrhovna izvršna oblast je Mestna uprava Sankt Peterburga, ki jo vodi guverner (do 1996 pa župan). Sankt Peterburg ima enodomno zakonodajno skupščino (rusko Законода́тельное собра́ние Санкт-Петербу́рга). 
V skladu s federalnim zakonom iz leta 2004, vodje federalnih enot, vključno z guvernerjem Sankt Peterburga, imenuje predsednik Rusije in ga potrdijo lokalne skupščine. 
Mesto je razdeljeno na 18 okrožij (oz. rajonov). Je tudi administrativno središče Leningrajske oblasti in Severozahodnega federalnega okrožja. V maju 2008 je bilo iz Moskve v Sankt Peterburg Ustavno sodišče Ruske Federacije. 
Sankt Peterburg in Leningrajska oblast, kot dve federalni enoti, delita nekaj lokalnih oddelkov federalnih izvršnih služb in sodišč, kot je arbitražno sodišče, policijo, FSB, poštna služba, uprava za droge, uprava zaporov, federalna uprava za registracije in druge.

## Gospodarstvo
Sankt Peterburg je pomembno finančno in industrijsko središče Rusije s specializacijo na področju trgovine z nafto in plinom, ladjedelništvom, vesoljsko industrijo, tehnologijami, vključno z radio, elektronsko, programsko opremo in računalniki, strojegradnjo, težko mehanizacijo in transport, vključno s tanki in drugo vojaško opremo, rudarstvo, izdelava instrumentov, železna in barvna metalurgija (proizvodnja aluminijevih zlitin), kemikalije, zdravila in medicinska oprema, založništvo in tiskarstvo, hrana in catering, trgovina na debelo in drobno, tekstilna in oblačilna industrija in številna druga podjetja.
V podjetju LMZ izdelajo deset odstotkov pogonskih turbin na svetu.} Glavne lokalne industrije so Admiralti ladjedelnica, Baltska ladjedelnica, LOMO, obrat Kirov, Elektrosila, Izhorskije Zavodi; v Sankt Peterburgu so registrirani tudi Sovkomflot, Petersburg Fuel Company in SIBUR med drugimi velikimi ruskimi in mednarodnimi podjetji.
Sankt Peterburg ima tri velika tovorna morska pristanišča: Bolšoj port Sankt Peterburg, Kronstadt in Lomonosov. Mednarodnim križarkam je namenjeno potniško pristanišče Morskoj vokzal na jugozahodu otoka Vasiljevski in novo potniško pristanišče na zahodu otoka.. Novo pristanišče je bilo del mestnega razvojnega projekta Morska fasada.
Kompleksen sistem rečnih pristanišč na obeh bregovih Neve je medsebojno povezan s sistemom morskih pristanišč, s čimer je Sankt Peterburg glavna povezava med Baltskim morjem in preostalo Rusijo po vodni poti Volga-Baltik.
Sanktpeterburška kovnica (Monetni dvor), ustanovljena leta 1724, je ena največjih kovnic na svetu, kuje ruske kovance, medalje in značke. V Sankt Peterburgu je tudi najstarejša in največja ruska livarna Monumentskulptura, ki je naredila na tisoče skulptur in kipov, ki zdaj krasijo javne parke v Sankt Peterburgu in številnih drugih mestih. Tam so naredili spomenike in bronaste kipe carjev, pa tudi druge pomembne zgodovinske osebnosti in dostojanstveniki ter drugi svetovno znani spomeniki, kot so kipi Petra Clodta von Jürgensburga, Paola Troubetzkoja, Marka Antokolskega in drugih.
Leta 2007 je Toyota odprla tovarno za vozila Camry, potem ko je vložila 5 milijard rubljev (približno 200 milijonov dolarjev) v Šušari, eno od južnih predmestja Sankt Peterburga. Opel, Hyundai in Nissan so z rusko vlado podpisali pogodbe o gradnji avtomobilskih obratov v Sankt Peterburgu. Industrija avtomobilov in avtomobilskih delov je v zadnjem desetletju v porastu.
Sankt Peterburg ima veliko pivovarn in destilarn. Njenih pet velikih pivovarn predstavlja več kot 30 % domače proizvodnje piva v državi, in je znano kot mesto piva, zaradi ponudbe in kakovosti lokalne vode. Tu je druga največja evropska pivovarna Baltika, Vena (obe upravlja BBH), pivovarna Heineken, Stepan Razin (oba podjetja Heineken) in pivovarna Tinkoff (SUN-InBev).
Številne mestne destilarne proizvajajo številne blagovne znamke vodke. Najstarejša je LIVIZ (ustanovljena leta 1897). Med najmlajšimi je ruska standardna vodka, predstavljena leta 1998 v Moskvi, ki je leta 2006 odprla novo destilarno v Peterburgu (površina 30.000 m², stopnja proizvodnje 22.500 steklenic na uro). Leta 2007 so blagovna znamka izvozili v več kot 70 držav.
V Sankt Peterburgu je druga največja gradbena industrija v Rusiji, vključno s trgovsko, stanovanjsko in cestno gradnjo.
Mesto od leta 1997 gosti Sanktpeterburški mednarodni gospodarski forum, ki je največji ruski poslovni dogodek in eden največjih tovrstnih forumov na svetu. Forum je bil sprva namenjen pritegovanju neposrednih tujih naložb v Rusijo, danes pa združuje izvršne direktorje večjih ruskih in mednarodnih podjetij ter politične voditelje in visoke državne predstavnike. Ključni namen foruma je zagotoviti praktične rešitve za podjetja in vlade ter pomagati premagati geografske in informacijske ovire med Rusijo in drugimi državami.

## Znamenitosti
Za razliko od Moskve je zgodovinska arhitektura mestnega jedra Sankt Peterburga, večinoma baročna in neoklasicistična iz 18. in 19. stoletja, v veliki meri ohranjena; čeprav so bile po zasegu moči boljševikov v zadnjih letih porušene številne stavbe, je najstarejša od preostalih stavb lesena hiša, zgrajena za Petra I. leta 1703 na obali Neve v bližini Trga svete trojice. Unesco je od leta 1991 zgodovinsko središče Sankt Peterburga in pripadajoče skupine spomenikov v Sankt Peterburgu in Leningrajski oblasti uvrstil na seznam svetovne dediščine.
Ansambel Petropavlovske trdnjave s cerkvijo sv. Petra in Pavla zavzema prevladujoč položaj na Zajčjem otoku ob desnem bregu reke Neve. Vsako opoldne top izstreli iz trdnjave prazen strel. Sanktpeterburška mošeja, največja mošeja v Evropi, ko so jo odprli leta 1913, je na desnem bregu v bližini. Rt Vasilijevskega otoka, ki razcepi reko na dva največja kraka, Bolšoja (Velika) in Malaja (Mala) Neva, je s severnim bregom (Petrograjski otok) povezan z Borznim mostom (rusko Биржево́й мост, Birzhevoy most) in ga zaseda Stara sanktpeterburška borza in Rostralova stebra. Na južni obali Vasiljevskega otoka vzdolž Boljoše Neve so nekatere najstarejše stavbe v mestu iz 18. stoletja, vključno Kunstkamera, Dvanajst kolegijev, Menšikova palača in Carska akademija umetnosti. Gosti enega od dveh kampusov državne univerze Sankt Peterburg.
Na južnem, levem bregu Neve, ki je preko Palačnega mostu povezan z rtom Vasiljevskega otoka, leži stavba Admiraltete, obsežen kompleks muzeja Ermitaž, ki se razteza vzdolž Dvornega nabrežja, in vključuje baročni Zimski dvorec, nekdanjo uradno rezidenco ruskih carjev, pa tudi neoklasicistično Marmorno palačo. Zimski dvorec gleda na Dvorni trg, glavni mestni trg z Aleksandrovim stebrom. Nevski prospekt, tudi na levem bregu Neve, je glavna mestna ulica. Začne se pri Admiralteti in poteka proti vzhodu poleg Dvornega trga. Nevski prospekt prečka reko Mojko (Zeleni most), Gribojedov kanal (Kazanski most), ulico Sadovaja, reko Fontanka (Aničkov most), sreča Litejni prospekt in nadaljuje na Trg vstaje v bližini Moskovske železniške postaje, kjer se sreča z Ligovskim prospektom in zavije k Aleksandra Nevskega Lavri. Vzdolž te avenije so še: Pasaža, katoliška cerkev sv. Katarine, Knjigarna (stavba nekdanje družbe Singer v slogu art nouveau), Grand hotel Europa, luteranska cerkev sv. Petra in Pavla, Veliki Gostini dvor, Ruska nacionalna knjižnica, Aleksandrovo gledališče za Mikešinovim kipom Katarine Velike, Kazanska cerkev, palača Stroganov, Aničkova palača in palača Beloselsky-Belozersky
Samostan Aleksandra Nevskega, namenjen shranjevanju relikvij svetega Aleksandra Nevskega, je pomembno središče krščanske vzgoje v Rusiji. Vsebuje tudi pokopališče Tihvin z grobovi številnih pomembnih Peterburžanov. Na ozemlju med Nevo in Nevskim prospektom stoji cerkev Odrešenika na krvi, palača Mihajlovski, v kateri je Državni ruski muzej, Marsovo polje, grad svetega Mihaela, Poletni vrt, Tauridska palača, Zavod Smolni in samostan Smolni.
Številne znamenitosti so zahodno in južno od stavbe Admiraltete, vključno cerkev sv. Trojice, Mariinska palača, Hotel Astoria, znamenito Mariinsko gledališče, otok Nova Holandija, cerkev svetega Izaka, največja v mestu in Senatni trg, z Bronastim jezdecem, konjeniškim spomenikom Petra Velikega iz 18. stoletja, ki velja za najbolj prepoznaven simbol mesta.
Ostali simboli Sankt Peterburga so vremenska lopatica v obliki majhne ladje na zlati spirali Admiraltete in zlat angel na vrhu cerkve sv. Petra in Pavla. Dvižni Palačni most, dvignjen ponoči, je še en simbol mesta.
Od aprila do novembra 22 dvižnih mostov čez Nevo in glavne kanale omogoča, da ladje plujejo v in iz Baltskega morja po urniku. Šele leta 2004 so odprli prvi visok most čez Nevo, ki ga ni treba dvigati, Veliki Obuhovski most. Najbolj izstopajoči mostovi naših dni sta Korabelni in Petrovski most s poševnimi zategami, ki sta najbolj spektakularni del mestne cestninske ceste, Zahodni obroč za večje hitrosti (ЗСД, ZSD, rusko Западный скоростной диаметр). V Sankt Peterburgu je na stotine manjših mostov, ki se pnejo na številnih kanalih in pritokih Neve, med katerimi so najpomembnejši Moika, Fontanka, Gribojedov kanal, Obvodni kanal, Karpovka in Smolenka. Zaradi zapletenega spleta kanalov Sankt Peterburg pogosto imenujejo severne Benetke. Reke in kanali v središču mesta so obloženi z granitnimi brežinami. Te in mostovi so ločeni od rek in kanalov z granitnimi ali litoželeznimi parapeti.
Južna predmestja mesta so nekdanja carska rezidenca, vključno Petergof, z veličastnimi kaskadami z vodnjaki in parkom, Carsko selo, z baročno Katarinino palačo in neoklasicistično Aleksandrovo palačo ter kupolasta palača carja Pavla z enim največjih parkov v angleškem slogu v Evropi. Nekaj drugih rezidenc v bližini in del svetovne dediščine, vključno z gradom in parkom v Gatčini, dejansko pripada Leningrajski oblasti in ne Sankt Peterburgu. Drugo znamenito predmestje je Kronstadt s svojimi utrdbami in pomorskimi spomeniki iz 19. stoletja, ki zasedajo otok Kotlin v Finskem zalivu.
Od konca 20. stoletja se je v številnih starejših okrožjih mesta izvedlo veliko aktivnih gradbenih in restavratorskih del. Oblasti so bile pred kratkim prisiljene, da lastništvo zasebnih rezidenc v državni lasti v središču mesta prenesejo na zasebne najemodajalce. Številne starejše stavbe so rekonstruirali, da se omogoči njihova uporaba kot stanovanja in penthouse.
Predpisi prepovedujejo gradnjo visokih stavb v središču mesta. Izven mestnega središča je bil leta 2018 zgrajen center Lahta, ki je trenutno najvišji nebotičnik v Evropi. Do izgradnje centra Lahta je bila navišja zgradba 362 m visok televizijski stolp.

## Turizem
Sankt Peterburg se ponaša s pomembno zgodovinsko in kulturno dediščino.
Arhitekturni ansambel mesta in okolice iz 18. in 19. stoletja je ohranjen v skoraj nespremenjeni obliki. Zaradi različnih razlogov (vključno z obsežnim uničenjem med drugo svetovno vojno in gradnjo sodobnih stavb v povojnem obdobju v največjih zgodovinskih središčih Evrope) je Sankt Peterburg postal edinstven rezervat evropskih arhitekturnih slogov zadnjih treh stoletij. Izguba statusa glavnega mesta je Sankt Peterburgu pomagala ohraniti številne predrevolucionarne stavbe, saj so v Moskvi nastajali sodobni arhitekturni prestižni projekti; to je v veliki meri preprečilo nastanek arhitekture srednjega do konca 20. stoletja in pripomoglo k ohranjanju arhitekturnega videza zgodovinskega mestnega jedra.
Sankt Peterburg je vpisan na seznam Unescove svetovne dediščine kot območje s 36 zgodovinskimi arhitekturnimi kompleksi in okoli 4000 izjemnimi posameznimi spomeniki arhitekture, zgodovine in kulture.
Kulturno življenje je bogato in raznoliko. Mesto ima 221 muzejev, 2000 knjižnic, več kot 80 gledališč, 100 koncertnih organizacij, 45 galerij in razstavnih dvoran, 62 kinematografov in okoli 80 drugih kulturnih ustanov. Vsako leto mesto gosti številne festivale, karnevale in različna tekmovanja s poročja umetnosti in kulture.
Poleg svetovno znanega Ermitaža in Ruskega muzeja veliko turistov obišče tudi palače v predmestjih in v muzeje prirejena bivališča znanih Peterburžanov, kot na primer muzej ruskega pisatelja Dostojevskega.
Posebno mesto v turistični ponudbi imajo baletne predstave. Peterburška baletna šola velja za eno najboljših na svetu. Tradicije ruske klasične šole se prenašajo iz roda v rod, umetnost znanih in uglednih peterburških plesalcev, kot so Rudolf Nurejev, Natalija Makarova, Mihail Barišnikov pa je občudovana po vsem svetu. Sodobni peterburški balet vključuje tudi inovativne baletnike, kot je Boris Eifman, ki je klasični balet združil z avantgardnim slogom, prvinami akrobatike in ritmične gimnastike, dramatično ekspresivnostjo, kinom, barvo, lučjo in končno z izgovorjeno besedo.

## Kultura

### Muzeji
V Sankt Peterburgu je več kot dvesto muzejev, večina v zgodovinskih stavbah. Največji izmed njih, Ermitaž ima notranjost nekdanje carske rezidence in ogromno zbirko umetnostnih del. Ruski muzej je velik muzej ruske likovne umetnosti. V javne muzeje so preuredili tudi bivališča znanih Peterburžanov, kot so Aleksander Puškin, Fjodor Dostojevski, Nikolaj Rimski-Korsakov, Feodor Čaliapin, Aleksander Blok, Vladimir Nabokov, Anna Ahmatova, Mihail Zoščenko in Joseph Brodsky, pa tudi nekatere palače in parki v južnih predmestjih in opazni arhitekturni spomeniki, kot je katedrala sv. Izaka.
Kunstkamera, ki jo je s svojo zbirko ustanovil Peter Veliki leta 1714 z namenom zbiranja redkosti z vsega sveta, včasih velja za prvi muzej v Rusiji, ki se je razvil v današnji Muzej antropologije in etnografije Petra Velikega. Ruski etnografski muzej, ki je bil izločen iz Ruskega muzeja je namenjen kulturam ljudi Rusije, bivše Sovjetske zveze in Ruskega imperija.
- Državni muzej Ermitaž je največji muzej umetnosti na svetu po površini galerije.[57]
- Ruski državni muzej je največji muzej ruske likovne umetnosti.
- Ruski muzej etnografije je en največjih etnografskih muzejev na svetu.[58]

Več muzejev ponuja vpogled v sovjetsko zgodovino Sankt Peterburga, vključno z Muzejem blokade, ki opisuje obleganje Leningrada in Muzejem politične zgodovine, ki pojasnjuje številne avtoritarne značilnosti ZSSR.
Drugi opazni muzeji so Centralni mornariški muzej, Zoološki muzej, Centralni muzej zemlje, Ruski železniški muzej, Muzej Suvorova, Muzej obleganja Leningrada, Muzej sodobne umetnosti Erarta in Muzej artilerije, ki ne vsebuje le kosov artilerije, temveč tudi velikansko zbirko druge vojaške opreme, uniform in okraskov. Med drugim je v Sankt Peterburgu tudi Državni muzej zgodovine religije, en najstarejših muzejev v Rusiji o religiji, ki upodablja kulturne predstavitve z različnih delov sveta.

### Glasba
Med več kot petdesetimi gledališči v mestu je Mariinsko gledališče (prej znano kot Kirovsko gledališče), sedež Mariinskega baleta in opere. Vodilni baletni plesalci, kot so Vaslav Nijinski, Ana Pavlova, Rudolf Nurejev, Mihail Barišnikov, Galina Ulanova in Natalija Makarova so bili glavne zvezde Mariinskega baleta.
Prvo glasbeno šolo, Sanktpeterburški konservatorij je ustanovil leta 1862 ruski pianist in skladatelj Anton Rubinstein. Alumni šole vključujejo znane skladatelje, kot so Pjotr Iljič Čajkovski, Sergej Prokofjev, Artur Kapp, Rudolf Tobias in Dmitrij Šostakovič, ki je na konservatoriju učil v 60. letih 20. stoletja in mu prinesel dodatno slavo. Na konservatoriju je v letih 1871 do 1905 učil tudi znani ruski skladatelj Nikolaj Rimski-Korsakov. Med njegovimi učenci so bili Igor Stravinski, Aleksander Glazunov, Anatolij Ljadov in drugi. Nekdanje stanovanje Rimskega-Korsakova v Sankt Peterburgu je ohranjeno kot skladateljev edini muzej.
Dmitrij Šostakovič, ki se je rodil in odrasel v Sankt Peterburgu, je posvetil svojo sedmo simfonijo mestu ter jo poimenoval Leningrajska simfonija. Simfonijo je napisal, medtem ko je bil v mestu med obleganjem Leningrada. Premierno so jo izvedli v Samari marca 1942; nekaj mesecev pozneje je doživela prvo izvedbo v obleganem Leningradu v Bolšoji filharmonični dvorani pod taktirko dirigenta Karla Eliasberga. Slišali so jo po radiu in rekli, da je dvignila duh preživelega prebivalstva. Leta 1992 je 7. simfonijo izvedlo 14 preživelih orkestralnih igralcev leningrajske premiere v isti dvorani kot pol stoletja pred tem. Leningrajski filharmonični orkester ostaja en najbolj znanih simfoničnih orkestrov na svetu pod vodstvom dirigentov Jevgenija Mravinskega in Jurija Temirkanova. Obdobje Mravinskega kot umetnostnega vodje leningrajske filharmonije je morda najdaljše od vseh dirigentov kateregakoli orkestra v sodobnem času in ga je vodil od malo znane pokrajinske skupine do enega najuglednejših orkestrov na svetu, zlasti za izvedbe ruske glasbe.
Imperialni pevski zbor je bil ustanovljen po zgledu dvorov drugih evropskih prestolnic.
V Sankt Peterburgu so bila najnovejša gibanja v popularni glasbi v državi. Tu so bile ustanovljene zgodnje sovjetske jazz skupine, kot je bil prva koncertna jazz skupina Leopolda Teplickega (1927), Theajazz Leonida Ucosovega (1928), pod pokroviteljstvom skladatelja Isaaka Dunajevskega in jazz pevski zbor Georgija Landsberga (1929). Prvo jazzovsko društvo je bilo tukaj ustanovljeno leta 1958 kot J58 in je bilo pozneje preimenovano v jazz klub Kvadrat. Leta 1956 sta Aleksandr Bronevicki in Edita Pieha ustanovila popularno skupino Družba, ki je postal prva popularna skupina v ZSSR v 50. letih 20. stoletja. V 60. letih so študentske rock skupine Argonavti, Kočevniki in drugi razvijali serijo neuradnih underground rock koncertov in festivalov. Leta 1972 je Boris Grebenščikov ustanovil skupino Akvarium, ki je pozneje postal izjemno priljubljen. Od takrat obstaja glasbeni slog »Petrov rock«.
V 70. letih je veliko skupin prišlo iz underground scene in so naposled ustanovile Leningrajski rock klub, ki je zagotovil oder za skupine, kot so DDT, Kino, Alisa, Zemljane, Zoopark, Piknik in Secret. Prva skupina v ruskem stilu je bila Pop mehanika, ki je na odru pomešala več kot 300 ljudi in živali, vodil pa jo je multitalentirani Sergej Kurjohin v 80. letih. Mednarodni festival Sergeja Kurjohina (SKIF) je poimenovan po njem. Leta 2004 je bil ustanovljen Center Kurjohina, kjer so se odvijali SKIF, Elektromehanika in Etnomehanika. SKIF se osredotoča na eksperimentalno pop in avantgardno glasbo, Elektromehanika na elektronsko glasbo, Etnomehanika pa na svetovno glasbo.
Danes Sankt Peterburg gosti veliko opaznih glasbenikov različnih žanrov, od priljubljenih leningrajskih Sergeja Šnurova, Tequilazzz, Splean in Korol i Šut, do rock veteranov Jurija Ševčuka, Vjačeslava Burosova in Mihaila Bojarskega. Na začetku 2000. let je mesto doživelo val priljubljenosti metalcora, rapcora in emocora in ustanovili so skupine, kot so Amatory, Kirpiči, Psychea, Stigmata, Grenouer in Animal jazz.
Festival belih noči v Sankt Peterburgu je znan po spektakularnih ognjemetih in množičnemu praznovanju ob koncu šolskega leta.
Rave skupina Little big prav tako prihaja iz Sankt Peterburga. Njihov glasbeni video za »Skibidi« je bil posnet v mestu, začenši od Akademičeskega pereuloka.

### Film
V Sankt Peterburgu je bilo snemanih več kot 250 mednarodnih in ruskih filmov. V mesto je bilo postavljenih več kot tisoč svetovnih filmov o carjih, revoluciji, ljudeh in zgodbah, vendar jih niso snemali v Sankt Peterburgu. Prve filmske studije so v Sankt Peterburgu ustanovili na začetku 20. stoletja in od 20. let je Lenfilm največji filmski studio v Sankt Peterburgu. Prvi tuji film, sneman v celoti v Sankt Peterburgu je snemanje Tolstojeve Ane Karenine iz leta 1997, v kateri sta igrala Sophie Marceau in Sean Bean, proizvedla pa jo je mednarodna skupina britanskih, ameriških, francoskih in ruskih filmskih ustvarjalcev.
Kultna komedija Ironija usode (tudi Ирония судьбы, или С лёгким паром!) je postavljena v Sankt Peterburg set in se norčuje sovjetskega načrtovanja mest. Film Bele noči iz leta 1985 je bil deležen znatne zahodne pozornosti zaradi izvirnih scen z leningrajskih ulic, v času ko Zahodne družbe niso snemale filmov v Sovjetski zvezi. Drugi filmi so med drugim GoldenEye (1995), Midnight in Saint Petersburg (1996), Brother (1997) in Tamilov romantični triler Dhaam Dhoom (2008). Jevgenij Onjegin (1999) temelji na Puškinovi pesmi in predstavlja veliko turističnih znamenitosti. Poleg tega ruska romantična komedija Piter FM zapleteno predstavlja mestno krajino, skoraj kot da bi imela glavno vlogo v filmu.
Obstaja več mednarodnih filmskih festivalov, ki potekajo letno, npr. Festival festivalov, Mednarodni dokumentarni filmski festival Sporočilo človeku od svojega začetka leta 1988 med belimi nočmi.

## Izobrazba
V letih 2006–2007 je bilo v Sankt Peterburgu 1024 vrtcev, 716 javnih šol in 80 profesionalnih šol. Največja od javnih šol je Sanktpeterburška državna univerza, v kateri je približno 32.000 dodiplomskih študentov: največja nedržavna institucija visoke izobrazbe je Institut mednarodnih ekonomskih odnosov, ekonomije in prava. Druge znane univerze so Sanktpeterburški politehnični institut, Herzen univerza, Sanktpeterburška državna univerza ekonomije in financ ter Sanktpeterburška vojaškoinženirska-tehnična univerza. Vse javne univerze so federalna last in ne spadajo k mestu.

## Šport
Med olimpijskimi igrami 1980 je Leningrad gostil nogometno tekmovanje. Leta 1994 so v njem potekale Goodwill igre.
Na področju čolnarjenja je bilo prvo tekmovanje v mestu veslanje leta 1703, ki ga je organiziral Peter Veliki po zmagi nad švedsko vojno mornarico. Ruska vojna mornarica organizira jadralne dogodke od ustanovitve mesta. Jadralni klubi: Sanktpeterburški rečni jadralni klub in Nevski jadralni klub, slednji je najstarejši jadralni klub na svetu. Pozimi, ko morje in jezera zamrznejo in jaht ter čolnov ni možno uporabljati, domačini jadrajo v ledenih čolnih.
Konjeništvo ima dolgo tradicijo in je bilo priljubljeno med carji ter aristokracijo, pa tudi kot del vojaškega usposabljanja. Od konca 18. stoletja je bilo za konjeništvo zgrajenih več zgodovinskih športih aren za vzdrževanje treningov čez celo leto, npr. Zimni stadion in Konnogvardejski manež.
Šahovsko tradicijo so izpostavili z mednarodnim tekmovanjem leta 1914, ki ga je delno financiral car, v katerem je ruski car Nikolaj II. prvič podelil naziv »velemojster« petim igralcem: Lasker, Capablanca, Aljehin, Tarrasch in Marshall.
Glavna nogometna ekipa mesta je NK Zenit Sankt Peterburg, pri katerem je igral slovenski branilec Miha Mevlja. Klub je devetkratni sovjetski in ruski prvak ter je osvojil naslov prvaka v štirih zaporednih sezonah med 2018–19 in 2021–22, sovjetski/ruski pokal pa je osvojil petkrat. Klub je tudi osvojil UEFA pokal 2007–08 in UEFA superpokal leta 2008 na čelu z uspešnim igralcem in lokalnim junakom Andrejem Aršavinom.
Zenitov domači stadion je bil med letoma 1950 in 1993 ter ponovno 1995 Kirov stadion in je bil takrat en največjih stadionov na svetu. Leta 1951 je na njem spremljala tekmo množica 110.000 ljudi in postavila rekord prisotnosti sovjetskega nogometa. Leta 2006 so stadion porušili, Zenit pa je, dokler ni bil na istem mestu zgrajen Krestovski stadion, začasno prešel na Petrovski stadion. Krestovski stadion je bil odprt leta 2017 in je gostil štiri tekme na FIFA pokalu konfederacij, vključno s finalom. Na svetovnem prvenstvu v nogometu 2018 je stadion gostil sedem tekem, vključno s polfinalno in tekmo za tretje mesto. Prav tako je gostil sedem tekem evropskega prvenstva v nogometu 2021, vključno s četrtfinalno. Stadion naj bi gostil finale UEFA Lige prvakov leta 2022, vendar je bilo februarja 2022 zaradi ruske invazije na Ukrajino odpovedano.
Hokejske ekipe v mestu vključujejo SKA Sankt Peterburg v KHL, HC VMF Sankt Peterburg v  VHL in mlajše klube SKA-1946 in Srebrni levi v ruski glavni ligi. SKA Sankt Peterburg je en najbolj priljubljenih klubov v KHL in je pogosto na vrhu lige po prisotnosti. Skupaj s svojo priljubljenostjo so trenutno ena najboljših ekip v KHL in so dvakrat osvojile Gagarinov pokal. Znani igralci kluba so med drugim Pavel Dacjuk, Ilja Kovalčuk, Nikita Gusev, Sergej Širokov in Viktor Tihonov. Med izprtjem NHL so za klub igrali zvezdniki Ilja Kovalčuk, Sergej Bobrovski in Vladimir Tarasenko. Svoje domače tekme igrajo na SKA areni.
Dolgoletni mestni košarkarski klub je BC Spartak Sankt Peterburg, ki je zagnal kariero Andreja Kirilenka. BC Spartak Sankt Peterburg je osvojil dva naslova v premierni ligi ZSSR (1975 in 1992), dva pokala ZSSR (1978 in 1987) ter ruski pokal (2011). Dvakrat so tudi osvojili Saporta pokal (1973 in 1975). Med legendami kluba sta Aleksander Belov in Vladimir Kondrašin. BC Zenit Sankt Peterburg tudi igra v mestu odkar je bil leta 2014 ustanovljen.

## Transport
Sankt Peterburg je pomembno transportno vozlišče. Prvo rusko železnico so zgradili tu leta 1837 in od takrat je mestna transportna infrastruktura sledila rasti mesta. Sankt Peterburg ima obsežen sistem lokalnih cest in železnic ter velik javnotransportni sistem, ki vključuje tramvaj, podzemno železnico in rečni promet, ki potnike prevaža učinkovito in razmeroma udobno.
Mesto je povezano s preostankom Rusije in širšim svetom z več zveznimi avtocestami in državnimi ter mednarodnimi železniškimi progami. Mednarodno letališče Pulkovo služi večini zračnih potnikov, ki potujejo v ali iz mesta.

### Cestni in javni transport
Sankt Peterburg ima obsežno mrežo javnega transporta, ki jo financira mesto (avtobusi, tramvaji, trolejbusi in več sto linij maršrutk). Leta 2022 so maršrutke večinoma ukinili in jih nadomestili z javnimi avtobusi. Tramvaji so bili najpomembnejše transportno sredstvo. V 80. letih 20. stoletja je imelo mesto največjo mrežo tramvajev na svetu, vendar je bilo 2000. letih veliko prog odstranjenih.
Avtobusi prepeljejo tri milijone potnikov dnevno in vozijo po več kot 250 urbanih in veliko predmestnih linijah. Sanktpeterburško podzemno železnico so odprli leta 1955. Zdaj ima 5 linij in 72 postaj ter povezuje vseh pet železniških postaj in prepelje 2,3 mio potnikov dnevno. Metro postaje so pogosto okrašene z materiali kot sta marmor in bron.
Leta 2018 je bilo odprtih novih pet postaj metroja: Prospekt Slavi, Dunajskaja, Šušari, Begovja in Novokrestovskaja. Slednjo so zgradili specifično za lažji dostop do stadiona med svetovnim prvenstvom v nogometu 2018 in tekmami NK Zenit.
| Zemljevid Sanktpeterburškega metroja |
| ------------------------------------ |
|                                      |

Prometne konice so v mestu pogoste zaradi števila vozačev, medmestnega prometa in obsežnega sneženja pozimi. Gradnja avtocest, kot sta Sanktpeterburška krožna cesta, zgrajena leta 2011 in Zahodni avtocestni diameter, zgrajen leta 2017, je pomagala zmanjšati promet v mestu. Avtocesta, ki povezuje Moskvo in Sankt Peterburg, je M11 Neva, znana tudi kot Avtocesta Moskva–Sankt Peterburg.
Sankt Peterburg je pomembni transportni koridor, ki povezuje Skandinavijo z Rusijo in Vzhodno Evropo. Mesto je vozlišče mednarodnih Evropskih poti E18 proti Helsinkom, E20 proti Talinu, E95 proti Pskovu, Kijevu in Odesi ter E105 proti Petrozavodsku, Murmansku in Kirkenesu na severu ter Moskvi in Harkovu na jugu.

### Železniški transport
Mesto je končna destinacija za mrežo medmestnih in primestnih železnic, ki jim služi pet železniških postaj – Baltijska, Finlandijska, Ladožska, Moskovska in Vitebska, pa tudi desetine nekončnih železniških postaj v okviru federalnega subjekta. Sankt Peterburg ima železniške povezave s Helsinki, Finska, Berlinom, Nemčija in veliko bivšimi republikami ZSSR. Helsinška železnica, zgrajena leta 1870 in 443 km dolga, je imela do leta 2022 vlake petkrat dnevno, potovanje pa je trajalo tri ure in pol z Allegro vlakom.
Železnica Moskva–Sankt Peterburg so odprli leta 1851 in je dolga 651 km. Vozači v Moskvo potrebujejo od tri ure in pol do devet ur.
Leta 2009 so Ruske železnice zagnale novo visokohitrostno storitev za linijo Moskva–Sankt Peterburg. Novi vlak, znan kot Sapsan, je izvedenka priljubljenega vlaka Siemens Velaro; različne različice tega vlaka že delujejo v nekaterih evropskih državah. 2. maja 2009 je postavil hitrostni rekord v Rusiji z vožnjo z 281 km/h in 7. maja 2009 z vožnjo z 290 km/h.
Med 12. decembrom 2010 in marcem 2022 so Karelijski vlaki, skupno podjetje Ruskih in Finskih železnic, delovali z vlaki Almstom Pedolino na visokohitrostni liniji med Sanktpeterbuškim Finlandskim vokzalom in helsinško centralno železniško postajo. Te vlake so tržili kot »Allegro vlake«. »Allegro« je imel občasno veliko tehnične težave, kar je vodilo v velike zamude in celo odpovedi turističnih potovanj. Po ruski invaziji na Ukrajino leta 2022 so storitev odpovedali.
| Medmestne in predmestne železniške postaje v Sankt Peterburgu                                                                                               |
| --- |
| - Vitebska železniška postaja - Moskovska železniška postaja - Baltijska železniška postaja - Finlandijska železniška postaja - Ladožska železniška postaja |

### Letalski promet
Sankt Peterburgu služi Mednarodno letališče Pulkovo.
Letališče Pulkovo je bilo odprto za potnike kot majhen aerodrom leta 1931. Leta 2013 je bilo z več kot 12 milijoni potnikov tretje najprometnejše v Rusiji, za Mednarodnim letališčem Šeremetjevo in Mednarodnim letališčem Domodedovo. Tako je vse večji potniški promet vodil v obsežno modernizacijo celotne letališke infrastrukture. Prenovljeni terminal Pulkovo-1 je bil odprt za domače polete leta 2015 kot razširitev Terminala 1. Rossija, eden najstarejših letalskih prevoznikov v Ruski federaciji, je registrirana v Sankt Peterburgu kot največja letalska družba in domača družba Letališča Pulkovo.